# 숙의 김씨 (철종)
숙의 김씨(淑儀 金氏, 1833년 ~ 몰년 미상)는 조선 철종의 후궁이다.

## 생애
1833년(순조 33년)에 김치욱(金致郁)의 딸로 태어났으며, 본관은 김해이다. 조선 제25대 왕 철종의 후궁이며, 원래 궁인의 신분이었다. 이후 철종의 승은을 입고 1856년(철종 7년) 음력 7월 5일 옹주를 낳았으나, 이때 낳은 옹주는 요절한 듯 하다.
김씨는 철종의 아이를 낳았음에도 줄곧 궁인의 신분으로 있었으며, 대한제국 개창 후인 1899년(고종 36년) 5월 7일에야 종2품 숙의에 봉작되었다. 한편 김씨가 언제 죽었는지는 알 수 없다.
김씨의 묘는 원래 서울특별시 서대문구 홍제동에 있었으나, 1966년 3월에 왕족들의 무덤을 이전하고 대지를 매각하는 계획이 발표되면서 1969년 경기도 고양시의 서삼릉 후궁묘역 경내로 이장되었다. 김씨의 묘에는 150cm 가량의 묘표가 세워져 있으며, 1970년 5월 26일 서삼릉이 대한민국의 사적 제200호로 지정될 때 함께 포함되어 지정되었다.

## 가족 관계
- 남편 : 제25대 철종(哲宗, 1831~1863, 재위:1849~1863)
  - 딸 : 옹주(1856~?)